# گری برادشاو
گری برادشاو (انگلیسی: Gary Bradshaw؛ زادهٔ ۳۰ دسامبر ۱۹۸۲) بازیکن فوتبال اهل بریتانیا است.
از باشگاه‌هایی که در آن بازی کرده‌است می‌توان به باشگاه فوتبال هال سیتی، باشگاه فوتبال چلتنهام تاون، باشگاه فوتبال نورث فریبی یونایتد، باشگاه فوتبال هروگیت تاون و باشگاه فوتبال اسکاربرو اتلتیک اشاره کرد.